# روجر رييرا
روجر رييرا (بالإسبانية: Roger Riera)‏ هو لاعب كرة قدم إسباني، ولد في 17 فبراير 1995 في إل ماسنو في إسبانيا. لعب مع ناك بريدا.

## وصلات خارجية
- روجر رييرا على موقع قاعدة بيانات كرة القدم.إي يو (الإنجليزية)
- روجر رييرا على موقع Soccerway.com (الإنجليزية)
- روجر رييرا على موقع عالم كرة القدم.نت (الإنجليزية)